# شيخة بنت يوسف الجفيري
شيخة بنت يوسف بن حسن الجفيري، انتخبت عام 2004 في المجلس البلدي المركزي للدائرة التاسعة في قطر، وكانت أول امرأة تنال ثقة الناخبين لثلاث دورات متالية في المجلس البلدي المركزي.

## بداية حياتها ونشأتها
ولدت شيخة بنت يوسف الجفيري في براحة الجفيري -قرب سوق واقف بالدوحة- وترعرعت فيها.

## المسار الوظيفي
وعندما تخرجت من الثانوية العامة عملت كأمينة مكتبة بالإضافة إلى تكملة دراستها الجامعية وحصلت على شهادة الحقوق وبعدها تم تعيينها مفتشة ادارية ومالية، وقد تدرجت في الوظائف في وزارة التربية والتعليم في نفس مجالي التخصصي والقانون، ثم إلى وظيفة مديرة إدارة التنسيق الإداري والمالي ''إدارة شؤون القانونية'' , وبها عدد كبير من المفتشين والقانونين والخبراء والمحققات، إضافة إلى قيامها بالرقابة الادارية والمالية عن جميع الإدارات والمدارس الحكومية والأهلية العربية الخاصة· كذلك شغلت عضوة وأمينة سر لخبر شؤون المرأة بالمكتب الأعلى لشؤون الأسرة· وعضو لجنة شؤون عمل المرأة العربية التابعة لمنظمة العمل العربية·
وفي عام 2002 رشحت نفسها لإنتخابات البلدية وفازت بالتزكية نظرا لانسحاب منافسها، ورشحت نفسها أيضا في عام 2007 حيث فازت باكتساح مسجلة 96% من الأصوات.
كما شغلت منصب مديرة إدارة التفتيش الإداري والمالي، ورئيسة مجلس إدارة صندوق التكافل الاجتماعي للعاملين بوزارة التربية والتعليم، بالإضافة إلى عضوية وأمانة سر لجنة شؤون المرأة بالمجلس الأعلى لشؤون الأسرة.

## الجوائز
حصلت شيخة الجفيري على العديد من الجوائز وكُرّمت من قبل مؤسسات وشخصيات محلية وإقليمية ودولية، منها تكريمها من قبل منظمي اليوم البلدي الخليجي في مملكة البحرين عام 2005، وفي نفس العام حصلت على تكريم من المجلس البلدي المركزي بدولة الكويت.